# للنساء فقط (فلم)
للنساء فقط هو فيلم مصري عرض عام 1966، بطولة ليلى طاهر ويوسف شعبان، ومن إخراج علي بحيري.

## قصة الفيلم
ليلى فتاة جميلة ومصابة بعقدة نفسية، فهي ترى أن كل الرجال خونة، تتم خطبتها إلى ابن خالتها يوسف، لكنها تكتشف أنه متعدد العلاقات النسائية، فتسعى إلى الانفصال عنه، يموت والد ليلى، ويترك لها ولأخواتها ملهى ليلي، ولأن أخوتها صغار فإن ليلى تقرر إدارة الملهى وتمنع على الرجال دخوله وتسمح فقط بدخول النساء.

## طاقم التمثيل
- ليلى طاهر
- يوسف شعبان
- محمد عوض
- محمود المليجي
- أمين الهنيدي
- فاخر فاخر
- سهير زكي
- حسين ياقوت
- سهير صبري
- ليلى يسري
- محمد صبيح

## فريق العمل
- إخراج: علي بحيري
- قصة: عزيز أرماني
- سيناريو وحوار: ناصر حسين، عصمت خليل
- مدير التصوير: مصطفى حسن
- مونتاج: عبد العزيز فخري
- إنتاج: أفلام محمد العسكري
- توزيع: منتخبات بهنا فيلم